# Täby Handbollsklubb
Täby Handboll (ofta förkortad Täby HBK) är en handbollsklubb i Täby kommun. Klubbens hemmaarena är Tibblehallen.

## Historia
Täby Handboll bildades den 17 maj 1973, då under namnet Täby Handbollsklubb. Klubben skapades genom en sammanslagning av Viggbyholms IK och Täby IS handbollssektion. Den förste ordförande i klubben var Jan Ledberg.
Klubben växte snabbt och hade i början av 1980-talet 32 seriespelande lag, ett 50-tal tränare och ca 700 medlemmar. Vid den här tiden inleddes ett samarbete med AIK Handboll och Täbys A-lag spelade allsvensk handboll i Tibblehallen . Under 1980-talet fick klubben, som då var en av Stockholms största, flera erbjudanden att arrangera ett antal stora evenemang. Tillsammans med Svenska Handbollsförbundet och Täby Centrum Företagarförening arrangerade Täby HBK OS-kvalmatchen mellan Sverige och Italien i Tibblehallen. Täby Handboll har också arrangerat en match i Baltic cup mellan Polen och Östtyskland.
Under sent 1980-tal åkte Täby HBK ut ur Handbollsligan(då kallad allsvenskan) och en tid med låg aktivitet inom klubben inleddes. 1999 togs ett initiativ för att sätta fart på verksamheten igen.
Hösten 2004 arrangerades en handbollsgala med Bengt "Bengan" Johansson i Tibblehallen där flera åldersgrupper fick träna med honom. Efter träningen höll Bengan ett ledarskapsseminarium som lockade många. Handbollsgalan ledde till en ökad aktivitet i klubben och man beslutade att man skulle utvärdera klubbens verksamhet och komma med förslag på förbättringar. 2005 antogs en ny verksamhetsplan och en ny design för logotyper och föreningskläder. Samma år beslutade man också att uppträda under namnet Täby handboll utåt även om det formella namnet fortfarande är Täby HBK.

## Föreningskläder
Klubbens första kläder bestod av röda byxor, gula strumpor och gul tröja med en röd sidorand.
Idag består matchställ av en röd, blå eller vit matchtröja och blåa shorts. Täby Handboll har ett avtal med Stadium som ger rabatter till den som köper saker med hänvisning till klubben och en bonus till klubben på alla inköp som görs med hänvisning till avtalet.
Select är klubbens märkesleverantör av matchkläder och annan utrustning.

## Organisation
Klubben styrs av en styrelse bestående av ordförande, kassör, sekreterare, ansvariga för damelit och herrelit, ansvariga för ungdomssektionen, eventansvariga och en PR-ansvarig.
Klubben delas upp i tre sektioner. Sektionerna är:
- Ungdomssektionen med ansvar för F/P16 och yngre. Åldersklassen F/P16 motsvarar första året på gymnasiet.
- Herrsektionen med ansvar för herrseniorer och herrjuniorer.
- Damsektionen med ansvar för damseniorer  och damjuniorer.

Klubben har 2023 3 seniorlag varav två herrlag och ett damlag och 16 ungdomslag från åldern P/F8 upp till P16 och F15. Det finns också en handbollsskola för de yngsta.